# قناب ذيلي
قِناب ذيلي (الاسم العلمي: Urospatha)، جنس نباتات مُزهرة من فصيلة اللوفية تتكون من حوالي 10 أنواع معروفة. توجد في أمريكا الجنوبية وأمريكا الوسطى تنمو في المستنقعات، والسافانا الرطبة، والمياه المسوسة.